# Spezial ABC-Abwehrzug
Die Spezial ABC-Abwehrzüge der Bundeswehr sind spezialisierte Kräfte des Unterstützungsbereichs der Bundeswehr, deren Auftrag die Einsatzunterstützung des Kommando Spezialkräfte (KSK) sowie des Kommando Spezialkräfte der Marine (KSM) im Bereich der CBRN-Gefahrenabwehr ist.

## Organisation
Es existieren insgesamt 2 Spezial ABC-Abwehrzüge innerhalb der Bundeswehr:
- ein Zug mit dem Fokus auf Landeinsätze zur Unterstützung KSK im  ABC-Abwehrbataillon 750, General-Dr.-Speidel-Kaserne, Bruchsal   (Spezial ABC-Abwehrzug Land)[1]
- ein Zug mit dem Fokus auf maritime Einsätze zur Unterstützung des KSM im  ABC-Abwehrbataillon 7, Julius-Leber-Kaserne, Husum   (Spezial ABC-Abwehrzug See)[1]

Beide Züge als einzigartige Teileinheit, unterstehen direkt dem Bataillonskommandeur des jeweiligen ABC-Abwehrbataillons.

## Aufgaben
Die beiden Spezial ABC-Abwehrzüge können zu Land oder auf See eingesetzt werden und kommen beispielsweise bei Operationen um Kernkraftwerke und Chemiewaffenlabore auf feindlichem Gebiet zum Einsatz, oder bei Boarding-Operationen auf feindlichen Schiffen und bei Landungsoperationen an feindlichen Stränden. 
Ihre Aufgabe besteht darin, unter Gefechtsbedingungen ABC-Gefahrenquellen zu erkennen bzw. Aufzuklären sowie diese schnell und wissenschaftlich, unter notfalls improvisierten Laborbedingungen, zu analysieren und identifizieren. Auch die Prävention eines ABC-Waffeneinsatzes gehört zum Aufgabenfeld der Züge.
Die Spezial ABC-Abwehrzüge können zudem von Bundes- und Landesbehörden im Rahmen der Amtshilfe angefordert und eingesetzt werden. Weiterhin unterstützen sie bei der Konter-Proliferation von Massenvernichtungswaffen durch Rüstungskontroll-, Verifikationsmaßnahmen sowie Im- und Exportkontrolle.

## Ausrüstung
Die Ausrüstung der Spezial ABC-Abwehrzüge ist in der Grundfunktion gleich denen der restlichen spezialisierten Kräften der Bundeswehr. Dazu gehört der "Gefechtshelm schwer Zwischenlösung", das G36KV sowie Nachtsichtgeräte.
Weitere Ausrüstung umfasst eine Reihe von ABC-Schutzmasken sowie vollumfänglichen Atemschutz. Dazu kommen eine Vielzahl an Mess- und Identifikationsgeräte zur Durchführung entsprechender Maßnahmen.
Um mit dem KSK im Einsatz mithalten zu können, ist der Spezial ABC-Abwehrzug Land mit hochmobilen Fahrzeugen ausgerüstet, wie Quads oder mobilen Laboren. Der Spezial ABC-Abwehrzug See hat zugriff auf die RHIBs des Seebataillons sowie des KSMs.

## Ausbildung
Aufgrund der hohen Anforderungen an die Angehörigen der Spezial ABC-Abwehrzüge im Rahmen der Ausbildung und im Einsatz findet die Auswahl von Bewerbern nach strengen Auswahlkriterien statt. 
Es wird höchste körperliche Fitness, Teamgeist sowie naturwissenschaftliche Qualifikationen sowie bei den Offizieren ein naturwissenschaftliches Studium verlangt.
Das Auswahlverfahren erfolgt innerhalb des ABC-Abwehrkommandos, aber auch an internationalen Ausbildungseinrichtungen, eine erweiterte Grundlagenausbildung bis zur höchsten fachlichen Expertise. 
Darauf folgend erhalten die Angehörigen der Spezial ABC-Abwehrzüge eine taktische Einsatzausbildung zum Zusammenwirken mit Spezialkräften. So absolvieren Mitglieder des Spezial ABC-Abwehrzug See mit dem Seebataillon gemeinsam das Boarding Basic Training. Weiterhin wird auch der Combat First Responder Alpha (CFR-A) sowie der Survival, Escape/Evasion, Resistance and Extraction Bravo (SERE-B) Lehrgang absolviert. 